# Przestrzeń Frécheta (analiza funkcjonalna)
Przestrzeń Frécheta – przestrzeń liniowo-topologiczna lokalnie wypukła, której topologia jest metryzowana przez niezmienniczą na przesunięcia metrykę zupełną. Nazwa pojęcia pochodzi od nazwiska matematyka Maurice’a Frécheta. Przestrzenie Frécheta są klasą przestrzeni rozszerzającą klasę przestrzeni Banacha. Każda przestrzeń Frécheta może zostać opisana jako granica odwrotna systemu przestrzeni Banacha.
Uwaga terminologiczna: Niektórzy autorzy pomijają założenie lokalnej wypukłości i przestrzenią Frécheta nazywają każdą metryzowalną w sposób zupełny przestrzeń liniowo-topologiczną (tzw. F-przestrzeń).

## Równoważna definicja
Założenie lokalnej wypukłości w definicji przestrzeni Frécheta implikuje, że topologia przestrzeni wyznaczona jest przez rodzinę półnorm. Przestrzeń liniowo-topologiczna jest przestrzenią Frécheta wtedy i tylko wtedy, gdy jej topologia jest wyznaczona przez przeliczalną rodzinę półnorm, względem której jest ona zupełna. Dokładniej, przestrzeń liniowo-topologiczna (Hausdorffa) X jest przestrzenią Frécheta wtedy i tylko wtedy
- topologia przestrzeni X wyznaczona jest przez przeliczalną rodzinę półnorm {\displaystyle \|\cdot \|_{k}} (k = 0, 1, 2, ...), tzn. niepusty zbiór U jest otwarty w X wtedy i tylko wtedy, gdy dla każdego elementu {\displaystyle u\in U} istnieje stała dodatnia K  oraz {\displaystyle \varepsilon >0} o tej własności, że

{\displaystyle \{v\in X\colon \|v-u\|_{k}<\varepsilon {\text{ dla wszystkich }}k\leqslant K\}}
jest zawarty w U;
- jest zupełna ze względu na każdą z półnorm {\displaystyle \|\cdot \|_{k}} (k = 0, 1, 2, ...);
- jest przestrzenią Hausdorffa, co jest różnoważne temu, że

{\displaystyle \bigcap _{k\in \mathbb {N} }\{x\in X\colon \|x\|_{k}=0\}=\{0\}.}
W tym ujęciu można opisać zbieżność ciągów w przestrzeniach Frécheta: ciąg elementów (xn) w przestrzeni Frécheta X jest zbieżny do x wtedy i tylko wtedy, gdy dla każdego k:
{\displaystyle \lim _{n\to \infty }\|x_{n}-x\|_{k}=0.}

## Przykłady
- Przestrzeń {\displaystyle C^{\infty }([0,1])} funkcji {\displaystyle f\colon [0,1]\to \mathbb {R} } nieskończenie razy różniczkowalnych jest przestrzenią Frécheta zadaną przez półnormy

{\displaystyle \|f\|_{k}=\sup\{|f^{(k)}(x)|\colon x\in [0,1]\}\qquad (k\in \mathbb {N} ).}
W powyższym wzorze ƒ(k) oznacza k-tą pochodną funkcji ƒ, przy czym ƒ(0) = ƒ. W tej przestrzeni, ciąg funkcji {\displaystyle (f_{n})_{n=1}^{\infty }} jest zbieżny do pewnej funkcji {\displaystyle f,} wtedy i tylko wtedy, gdy dla każdego {\displaystyle k\geqslant 0,} ciąg {\displaystyle (f_{n}^{(k)})_{n=1}^{\infty }} jest zbieżny jednostajnie do {\displaystyle f^{(k)}.}
- Przestrzeń {\displaystyle C^{\infty }(\mathbb {R} )} funkcji {\displaystyle f\colon \mathbb {R} \to \mathbb {R} } nieskończenie wiele razy różniczkowalnych jest przestrzenią Frécheta zadaną przez półnormy:

{\displaystyle \|f\|_{k,n}=\sup\{|f^{(k)}(x)|\colon x\in [-n,n]\}\qquad (k,n\geqslant 0).}
Ciąg funkcji w tej przestrzeni jest zbieżny dokładnie wtedy, gdy jest zbieżny niemal jednostajnie, tj. jest zbieżny jednostajnie po zacieśnieniu do każdego zwartego podzbioru zbioru liczb rzeczywistych.
- Przestrzeń {\displaystyle C^{m}(\mathbb {R} )} funkcji {\displaystyle f\colon \mathbb {R} \to \mathbb {R} } {\displaystyle m}-krotnie różniczkowalnych w sposób ciągły jest przestrzenią Frécheta zadaną przez półnormy

{\displaystyle \|f\|_{k,n}=\sup\{|f^{(k)}(x)|\colon x\in [-n,n]\}\qquad (n\geqslant 0,k=1,\dots ,m).}